# Museo Glauco Lombardi
El Museo Glauco Lombardi es un museo de historia y arte ubicado en Parma. Está principalmente centrado en la vida de la emperatriz María Luisa, esposa de Napoleón Bonaparte y duquesa de Parma.

## Historia
El museo fue creado por voluntad de Glauco Lombardi, quien se dedicó toda su vida al estudio y recuperación del enorme patrimonio artístico de la ciudad de Parma de entre el siglo XVIII y XIX. Lombardi prestó especial atención al arte del periodo borbónico (entre 1748 y 1802 y luego entre 1847 y 1849), de la emperatriz María Luisa (que además fue duquesa de Parma) que se había perdido durante la unificación entre las muchas residencias de los Saboya.
Entre los objetos que conservan en el museo, destacan los de la época imperial de María Luisa (retratos, cristales, cerámica, la cesta nupcial diseñada por Louis Hippolyte Leroy que Napoleón le regaló en 1810, espadas y cartas del emperador francés, entre otros) y otros objetos (como joyas, acuarelas, crochet, bordados, vestidos de gala, instrumentos musicales). También guarda obras de artistas como Ennemond Petitot, Benigno Bossi, Giuseppe Naudin y otros.
De 1915 a 1943, el núcleo original del museo Lombardi estuvo alojado en el salón de baile y en las salas adyacentes del Palacio ducal de Colorno. Lombardi firmó en 1934 un acuerdo con el conde Giovanni Sanvitale, último descendiente de la familia Sanvitale, para vender al museo los objetos que pertenecieron a la duquesa María Luisa, bisabuela del conde Giovanni. Las habitaciones en las que se colocaron los objetos fueron adaptadas en 1763 a partir de un proyecto del arquitecto francés Petitot.
La Segunda Guerra Mundial, los años de posguerra y las dificultades burocráticas terminaron en 1961, cuando el museo fue reabierto en sus nuevas instalaciones, esta vez en el Palacio de Reserva de Parma, con el nombre de Museo Glauco Lombardi. De 1997 a 1999 el museo fue sometido restauración completa que fue necesaria tras la adquisición de nuevos ambientes que, manteniendo los criterios de diseñados por Glauco Lombardi, hicieron posible una exposición moderna y eficiente.
El Museo promueve iniciativas y eventos a lo largo del año que culminan en la «semana de María Luisa», a mediados de diciembre y que conmemora el nacimiento y la muerte de la duquesa (12 de diciembre de 1791 - 17 de diciembre de 1847). Durante 2016 fue un punto de referencia para las celebraciones de los doscientos años de la llegada de María Luisa a Parma, este evento fue celebrado con numerosas exposiciones, conferencias y eventos.

## Galería
|                        |
| Antiguo salón de baile |

|                                                          |
| Retrato de la emperatriz María Luisa, por Robert Lefèvre |

|                                                         |
| Cuadro del Palacio Ducal de Parma, por Giuseppe Alinovi |